# Wincanton Classic 1991
La Wincanton Classic 1991 fou la 3a edició de la Wincanton Classic. La cursa es disputà el 4 d'agost de 1991, sent el vencedor final el belga Eric Van Lancker, que s'imposà en la meta de Brighton.
Va ser la sisena cursa de la Copa del Món de ciclisme de 1991.

## Classificació final
|    | Ciclista           | Equip                | Temps      |
| -- | ------------------ | -------------------- | ---------- |
| 1  | Eric Van Lancker   | Panasonic-Sportlife  | 6h 16' 05" |
| 2  | Rolf Gölz          | Ariostea             | + 29"      |
| 3  | Jan Goessens       | Weinmann-Eddy Merckx | + 44"      |
| 4  | Gilles Delion      | Helvetia-La Suisse   | m. t.      |
| 5  | Maurizio Fondriest | Panasonic-Sportlife  | m. t.      |
| 6  | Steven Rooks       | Buckler-Colnago      | m. t.      |
| 7  | Marc Madiot        | R.M.O.               | m. t.      |
| 8  | Luc Leblanc        | Castorama            | m. t.      |
| 9  | Claudio Chiappucci | Carrera-Vagabond     | m. t.      |
| 10 | Frans Maassen      | Buckler-Colnago      | m. t.      |